# 2002年奥地利大奖赛

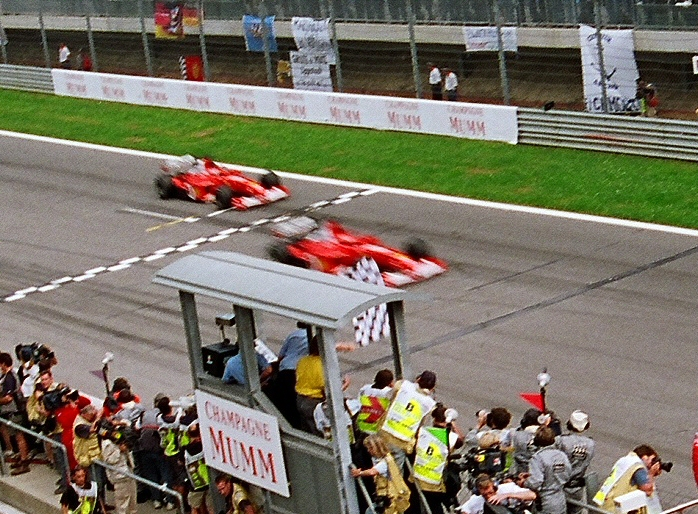
巴里切罗为舒马赫让路

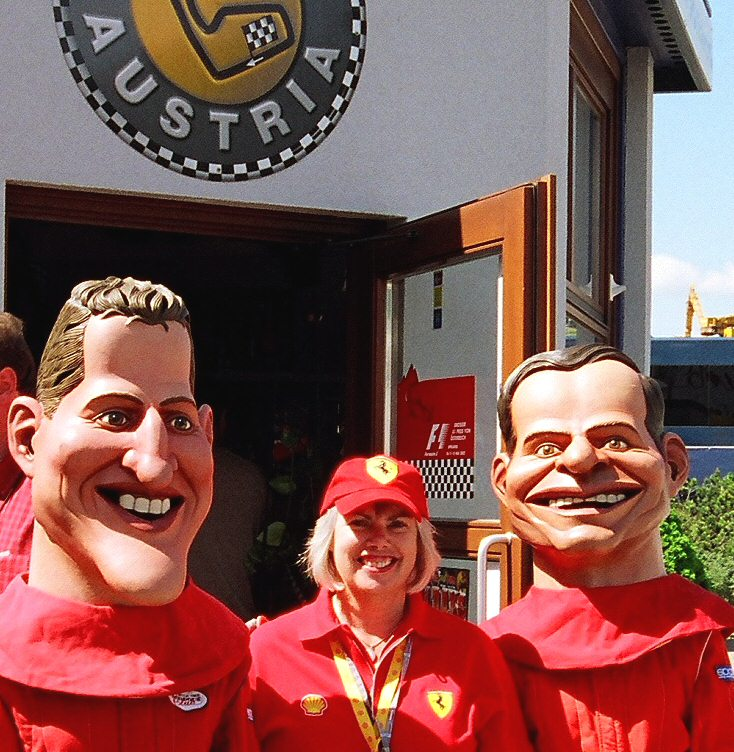
2002年奥地利大奖赛中的法拉利车迷

2002年奥地利大奖赛于2002年5月12日在奥地利红牛赛道举行，这是2002赛季的第6场比赛。这次比赛因为鲁本斯·巴里切罗接受车队指令在终点线前给迈克尔·舒马赫让车而备受关注，法拉利车队希望他们的一号车手舒马赫赢得该站比赛的冠军来提高年度车手冠军积分。巴里切罗在距离终点线不远处故意让舒马赫超过的行为引发了车迷们的广泛不满，在上一年的比赛中，巴里切罗也曾将到手的亚军让给了舒马赫。
在领奖台上，舒马赫坚持让巴里切罗站在领奖台的最高台上。当舒马赫从奥地利总理手中接过冠军奖杯之后，他将奖杯交给了巴里切罗。因为故意让车的行为严重违反一级方程式运动规则第170章的内容，法拉利车队事后被罚100万美元。因为这一事件以及发生在美国大奖赛上的相似事件，国际汽联推出旨在阻止车队指令影响赛事结果的规则。
该场比赛另外一个令人关注的事件是发生在佐藤琢磨和尼克·海费尔德之间的事故。海费尔德在入弯时因为后轮悬挂装置故障而失去控制，他的赛车撞击到了佐藤琢磨的赛车。佐藤琢磨因此被困在驾驶舱中无法出来，赛事工作人员花了几分钟才将他从赛车中转移出来。

## 赛事报告

### 排位赛
鲁本斯·巴里切罗以超越去年杆位成绩1.5秒的优异表现赢得他本赛季的第二个杆位，他的队友迈克尔·舒马赫落后他0.6秒位列第三。
拉尔夫·舒马赫用第二的成绩向世界证明了威廉姆斯赛车可以战胜法拉利赛车。 胡安·帕布羅·蒙托亞赢得第四，但是他的成绩已经落后杆位达到1秒。排名在第5－10位的是尼克·海费尔德，基米·莱科宁，菲利佩·马萨，大卫·库特哈德，奥利维耶·潘尼斯和 米卡·萨洛。
排位赛开始地非常缓慢，第一位出发的马克·韦伯在排位赛开始10分钟后才离开维修站。几分钟之后，蒙托亚也离开了维修站，但是他仅仅跑了一圈就返回维修站了。到第24分钟时，很多车手已经做出了成绩，拉尔夫·舒马赫暂时位列第一。几分钟之后，基米·莱科宁和库特哈德先后成为第一。雅诺·特鲁利的赛车引擎向外泄露燃油，许多赛车也因此发生意外，排位赛也因此暂停。
赛道工作人员清理干净跑道之后，拉尔夫·舒马赫再一次夺回第一，而蒙托亚未做出成绩就返回了维修站。很短的时间之后，巴里切罗取代拉尔夫·舒马赫成为第一。
距离比赛结束仅剩10分钟时，拉尔夫·舒马赫开始了他第三个飞驰圈来提高自己的名次。
距离比赛结束仅5分钟时，迈克尔·舒马赫和鲁本斯·巴里切罗再一次出维修站做出飞驰圈，巴里切罗在第二个飞驰圈时将成绩提到了第一名而迈克尔·舒马赫只排在第三。最后一分钟，拉尔夫·舒马赫试图冲击杆位失败，巴里切罗最终夺得本场比赛的杆位。
有趣的是迈克尔·舒马赫，海因茨-哈拉尔德·弗伦岑，雅克·维伦纽夫和熊龙的成绩都比他们当天早上的最好成绩要慢。前三名的赛车都使用的普利司通轮胎，这可能意味着在较高温度环境下，普利司通轮胎有着较好的性能。
本场排位赛的竞争是非常激烈的，本场比赛第18名与第4名的时间差距仅为0.94秒。在队友之间，米纳尔迪车队的马克·韦伯轻松战胜队友熊龙，他领先熊龙达到0.948秒。威廉姆斯车队的拉尔夫·舒马赫领先队友蒙托亚0.74秒，而法拉利车队的迈克尔·舒马赫则落后队友鲁本斯·巴里切罗0.622秒。埃恩里克·贝诺尔蒂再一次证明了他有实力成为一名优秀的赛车手，他仅比经验丰富的队友 海因茨-哈拉尔德·弗伦岑慢0.052秒。
拉尔夫·舒马赫，尼克·海费尔德，菲利佩·马萨，奥利维耶·潘尼斯，埃恩里克·贝诺尔蒂和艾伦·麦克尼什都在本场比赛获得了他们本赛季到该场比赛为止的最佳排位成绩。而迈克尔·舒马赫，基米·莱科宁，大卫·库特哈德，简森·巴顿，雅诺·特鲁利和雅克·维伦纽夫在本场比赛的排位成绩是他们本赛季道该场比赛为止的最差排位成绩。

### 正赛
比赛开始后，鲁本斯·巴里切罗守住了他第一的位置，队友迈克尔·舒马赫则超越了弟弟拉尔夫·舒马赫。尼克·海费尔德做出了一个非常好的起步，他从第5起步超越拉尔夫·舒马赫和胡安·帕布羅·蒙托亞到达第三，但是很快一个失误使得他将起跑优势又浪费掉了。莱科宁也做出了一个非常好的起步，但是很快便落后到后面，最终在第5圈时因为引擎故障而退赛。
5圈之后的前6名分别是：鲁本斯·巴里切罗，迈克尔·舒马赫，拉尔夫·舒马赫，胡安·帕布羅·蒙托亞，尼克·海费尔德和大卫·库特哈德。
到第15圈时，巴里切罗已经将熊龙套圈，而此时两位法拉利车手已经领先拉尔夫·舒马赫24秒了，而前6名仍然和第5圈时相同。
到第23圈时，奥利维耶·潘尼斯的赛车因为引擎故障以及轮胎抱死而横在了跑道上，这一事故导致安全车出动。鲁本斯·巴里切罗和迈克尔·舒马赫同时进站。出站时，巴里切罗仍位列第一，迈克尔·舒马赫则位居拉尔夫·舒马赫之后。
当安全车返回维修站之后，比赛继续进行。尼克·海费尔德也出现了轮胎抱死导致他的赛车失控撞到了被他套圈的佐藤琢磨赛车上。佐藤琢磨因此而接受了紧急医疗救护，紧接着他被送到了附近的医院做进一步的检查，检查结果表明他并未受到严重伤害。安全车也因为这一的事故而再一次出动，除了威廉姆斯车队的两位车手以外所有仍在比赛的车手都进站换胎。
鲁本斯·巴里切罗，迈克尔·舒马赫，拉尔夫·舒马赫，胡安·帕布羅·蒙托亞，尼克·海费尔德和大卫·库特哈德。
在安全车回去之前前6名的排名是：鲁本斯·巴里切罗，拉尔夫·舒马赫，迈克尔·舒马赫，胡安·帕布羅·蒙托亞，大卫·库特哈德和詹卡洛·费斯切拉。雅克·维伦纽夫因为在比赛开始时与海因茨-哈拉尔德·弗伦岑之间发生事故而遭受通过维修站处罚。
距离终点还有10圈时，两辆法拉利赛车再一次进维修站，出站后，巴里切罗仍居第一，迈克尔·舒马赫位居第二。此时，蒙托亚位居第三，而拉尔夫·舒马赫则位列第四。
在距离终点线不到100米处，本场比赛最为戏剧性的一幕出现了，鲁本斯·巴里切罗最终遵从车队指令降低了赛车的速度，将冠军拱手让给了迈克尔·舒马赫。蒙托亚赢得第三，他的队友拉尔夫·舒马赫赢得第四，完成比赛的车手按排名顺序有詹卡洛·费斯切拉，大卫·库特哈德，简森·巴顿，米卡·萨洛， 艾伦·麦克尼什， 雅克·维伦纽夫（在最后一圈因为引擎故障而退赛，但按照F1规则他仍然算是完成比赛），海因茨-哈拉尔德·弗伦岑和马克·韦伯
迈克尔·舒马赫和胡安·帕布羅·蒙托亞是本赛季到该场比赛为止仅有的两位在每一分站都取得积分的车手。简森·巴顿则是本赛季到该场比赛为止唯一一位完成每一分站的车手。

### 赛后影响
因为本场比赛巴里切罗让车舒马赫的事件以及稍后发生在美国大奖赛上的相似事件，国际汽联推出旨在阻止车队指令影响赛事结果的规则。

## 赛事结果

### 排位赛
| 1                 | 2  | 鲁本斯·巴里切罗        | 法拉利车队           | 1:08.082 | —      |
| 2                 | 5  | 拉尔夫·舒马赫          | 宝马－威廉姆斯车队   | 1:08.364 | +0.282 |
| 3                 | 1  | 迈克尔·舒马赫          | 法拉利车队           | 1:08.704 | +0.622 |
| 4                 | 6  | 胡安·帕布羅·蒙托亞     | 宝马－威廉姆斯车队   | 1:09.118 | +1.036 |
| 5                 | 7  | 尼克·海费尔德          | 马石油－索伯车队     | 1:09.129 | +1.047 |
| 6                 | 4  | 基米·莱科宁            | 梅賽德斯－迈凯伦车队 | 1:09.154 | +1.072 |
| 7                 | 8  | 菲利佩·马萨            | 马石油－索伯车队     | 1:09.228 | +1.146 |
| 8                 | 3  | 大卫·库特哈德          | 梅賽德斯－迈凯伦车队 | 1:09.335 | +1.253 |
| 9                 | 12 | 奥利维耶·潘尼斯        | 本田－英美车队       | 1:09.561 | +1.479 |
| 10                | 24 | 米卡·萨洛              | 丰田车队             | 1:09.661 | +1.579 |
| 11                | 20 | 海因茨-哈拉尔德·弗伦岑 | 考斯沃斯－飞箭车队   | 1:09.671 | +1.589 |
| 12                | 21 | 埃恩里克·贝诺尔蒂      | 考斯沃斯－飞箭车队   | 1:09.723 | +1.641 |
| 13                | 15 | 简森·巴顿              | 雷诺车队             | 1:09.780 | +1.698 |
| 14                | 25 | 艾伦·麦克尼什          | 丰田车队             | 1:09.818 | +1.736 |
| 15                | 9  | 詹卡洛·费斯切拉        | 本田－乔丹车队       | 1:09.901 | +1.819 |
| 16                | 14 | 雅诺·特鲁利            | 雷诺车队             | 1:09.980 | +1.898 |
| 17                | 11 | 雅克·维伦纽夫          | 本田－英美车队       | 1:10.051 | +1.969 |
| 18                | 10 | 佐藤琢磨               | 本田－乔丹车队       | 1:10.058 | +1.976 |
| 19                | 17 | 佩德罗·德·拉·罗萨      | 考斯沃斯－捷豹車隊   | 1:10.553 | +2.471 |
| 20                | 16 | 埃迪·埃尔文            | 考斯沃斯－捷豹車隊   | 1:10.741 | +2.659 |
| 21                | 23 | 马克·韦伯              | 启峰－米纳尔迪车队   | 1:11.388 | +3.306 |
| 22                | 22 | 熊龙                   | 启峰－米纳尔迪车队   | 1:12.336 | +4.254 |
| 107%时间:1:12.848 |    |                        |                      |          |        |
| 数据来源：        |    |                        |                      |          |        |

### 正赛
| 排名       | 车号 | 车手                   | 车队                 | 圈数 | 时间        | 发车位 | 积分 |
| ---------- | ---- | ---------------------- | -------------------- | ---- | ----------- | ------ | ---- |
| 1          | 1    | 迈克尔·舒马赫          | 法拉利车队           | 71   | 1:33:51.562 | 3      | 10   |
| 2          | 2    | 鲁本斯·巴里切罗        | 法拉利车队           | 71   | +0.182      | 1      | 6    |
| 3          | 6    | 胡安·帕布羅·蒙托亞     | 宝马－威廉姆斯车队   | 71   | +17.730     | 4      | 4    |
| 4          | 5    | 拉尔夫·舒马赫          | 宝马－威廉姆斯车队   | 71   | +18.448     | 2      | 3    |
| 5          | 9    | 詹卡洛·费斯切拉        | 本田－乔丹车队       | 71   | +49.965     | 15     | 2    |
| 6          | 3    | 大卫·库特哈德          | 梅賽德斯－迈凯伦车队 | 71   | +50.672     | 8      | 1    |
| 7          | 15   | 简森·巴顿              | 雷诺车队             | 71   | +51.229     | 13     |      |
| 8          | 24   | 米卡·萨洛              | 丰田车队             | 71   | +1:09.425   | 10     |      |
| 9          | 25   | 艾伦·麦克尼什          | 丰田车队             | 71   | +1:09.718   | 14     |      |
| 10         | 11   | 雅克·维伦纽夫          | 本田－英美车队       | 70   | 引擎故障    | 17     |      |
| 11         | 20   | 海因茨-哈拉尔德·弗伦岑 | 考斯沃斯－飞箭车队   | 69   | +2 圈       | 11     |      |
| 12         | 23   | 马克·韦伯              | 启峰－米纳尔迪车队   | 69   | +2 圈       | 21     |      |
| Ret        | 14   | 雅诺·特鲁利            | 雷诺车队             | 44   | 燃油问题    | 16     |      |
| Ret        | 22   | 熊龙                   | 启峰－米纳尔迪车队   | 42   | 引擎故障    | 22     |      |
| Ret        | 16   | 埃迪·埃尔文            | 考斯沃斯－捷豹車隊   | 38   | 液压故障    | 20     |      |
| Ret        | 7    | 尼克·海费尔德          | 马石油－索伯车队     | 27   | 碰撞        | 5      |      |
| Ret        | 10   | 佐藤琢磨               | 本田－乔丹车队       | 26   | 碰撞        | 18     |      |
| Ret        | 12   | 奥利维耶·潘尼斯        | 本田－英美车队       | 22   | 引擎故障    | 9      |      |
| Ret        | 8    | 菲利佩·马萨            | 马石油－索伯车队     | 7    | 悬架故障    | 7      |      |
| Ret        | 4    | 基米·莱科宁            | 梅賽德斯－迈凯伦车队 | 5    | 引擎故障    | 6      |      |
| Ret        | 21   | 埃恩里克·贝诺尔蒂      | 考斯沃斯－飞箭车队   | 2    | 碰撞        | 12     |      |
| Ret        | 17   | 佩德罗·德·拉·罗萨      | 考斯沃斯－捷豹車隊   | 0    | 节气门故障  | 19     |      |
| 数据来源： |      |                        |                      |      |             |        |      |

注：雅克·维伦纽夫因为引发一场事故而被罚通过维修站，马克·韦伯因为无视蓝旗而遭到相同的处罚

## 赛后排名
| 排名 | 车手               | 积分 |
| ---- | ------------------ | ---- |
| 1    | 迈克尔·舒马赫      | 54   |
| 2    | 胡安·帕布羅·蒙托亞 | 27   |
| 3    | 拉尔夫·舒马赫      | 23   |
| 4    | 鲁本斯·巴里切罗    | 12   |
| 5    | 大卫·库特哈德      | 10   |

| 排名 | 车队                 | 积分 |
| ---- | -------------------- | ---- |
| 1    | 法拉利车队           | 66   |
| 2    | 宝马－威廉姆斯车队   | 50   |
| 3    | 梅賽德斯－迈凯伦车队 | 14   |
| 4    | 雷诺车队             | 8    |
| 5    | 马石油－索伯车队     | 8    |

- 注：只列出前5名